# Samer

Samer este o comună în departamentul Pas-de-Calais, Franța. În 1 ianuarie 2022 avea o populație de 4.642 de locuitori.

## Personalități născute aici
- Jean-Charles Cazin (1841 - 1901), pictor, ceramist.